# Поносник
Поносник, у средњовјековној караванској терминологији, назив је словенског поријекла, а представљао је наоружану влашку пратњу. Поред пажљивог причвршћивања товара за самар својих жигосаних коња и сталне контроле товара у току пута (за што су поносници били одговорни по обавези „bona ligamina“) водећи посебно рачуна при преласку потока и ријека (да се роба не „окупа“ како кажу уговори) претпоставља се да су носили лук, тулац са стрелицама, штит и мач. : дужност им је била и да чувају и бране караван од разбојника , по цијену живота. Нијесу сносили одговорност (као ни крамар) за судбину робе приликом напада на караван извршен од стране много јачег противника : неког великаша или војске (што се често спомиње у уговорима, као виша сила –„ vis maior“). Поносник је примао наређења од свог старјешине: крамара (примићура ). Крамар је опет био подређен капетану (capitaneus turmae) уколико се као представник градске власти налазио у каравану и трговцу (чија се роба преносила). Уговорима је одређиван број Влаха који могу пратити караван или је само напоменуто да промићур (крамар) треба да поведе потребан број људи. Један караван који је са седамдесет два коња путовао за Лим, пратило је двије стотине поносника. Поносници су били Власи, из предјела данашње Црне Горе и Херцеговине и није им допуштано да се у пролазу задржавају дуже у својим катунима (обично један дан ). Постоји, на примјер, податак о једном каравану за Трговиште : могао се задржати у катуну примићура и његових поносника, под Дурмитором, на Језерима (Дробњаци ) највише три дана. За два каравана из 1386. године, која су путовала за Пријепоље, Власи су се у свом катуну могли задржати само један дан.
Људе који су одржавали трговинску размену са доласком Турака позвали су као кириџије.